# Альбертинський Статут

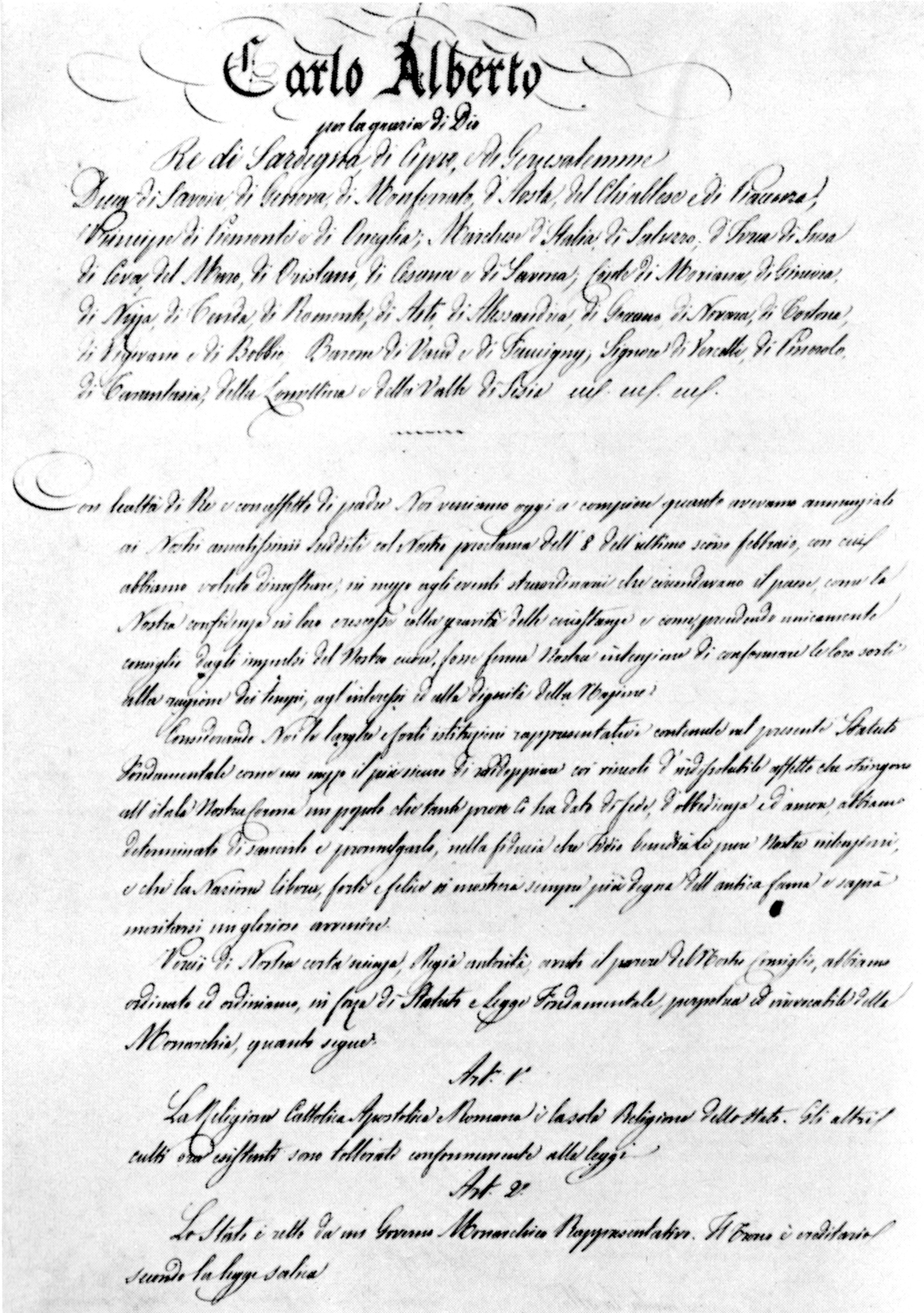

Альбертинський Статут, П'ємонтський Статут — конституція, дарована 4 березня 1848 року королем Сардинії Карлом Альбертом.

Коли Італія була об'єднана під керівництвом П'ємонту (1861 рік), Статут став Конституцією Королівства Італії.

## Історія
Спочатку це був досить консервативний документ, який створив сильну конституційну монархію. Його текст згодом кілька разів змінювався: спочатку в бік лібералізму, щоб адаптувати його до парламентської форми правління кінця XIX - початку XX століття; а потім в авторитарному напрямку під фашистський режим Беніто Муссоліні (1922-1943).
Основний закон, який був дарований королем під час ліберальних революцій 1848 року, був заснований на французькій Хартії 1830 року. Він забезпечував громадянам рівність перед законом і дав їм обмежені права свободи зібрань і вільної преси, однак право голосу поширювалося менш ніж на 3% населення. Статут закріпив існування трьох класичних гілок влади: виконавчої (в особі короля), законодавчої (розділена між Сенатом, що призначається королем, і виборною Палатою депутатів) і судової (судді також призначалися королем). Спочатку король мав найширші повноваження: він контролював зовнішню політику і мав прерогативу висунення і звільнення державних міністрів.